# Isidre Nonell

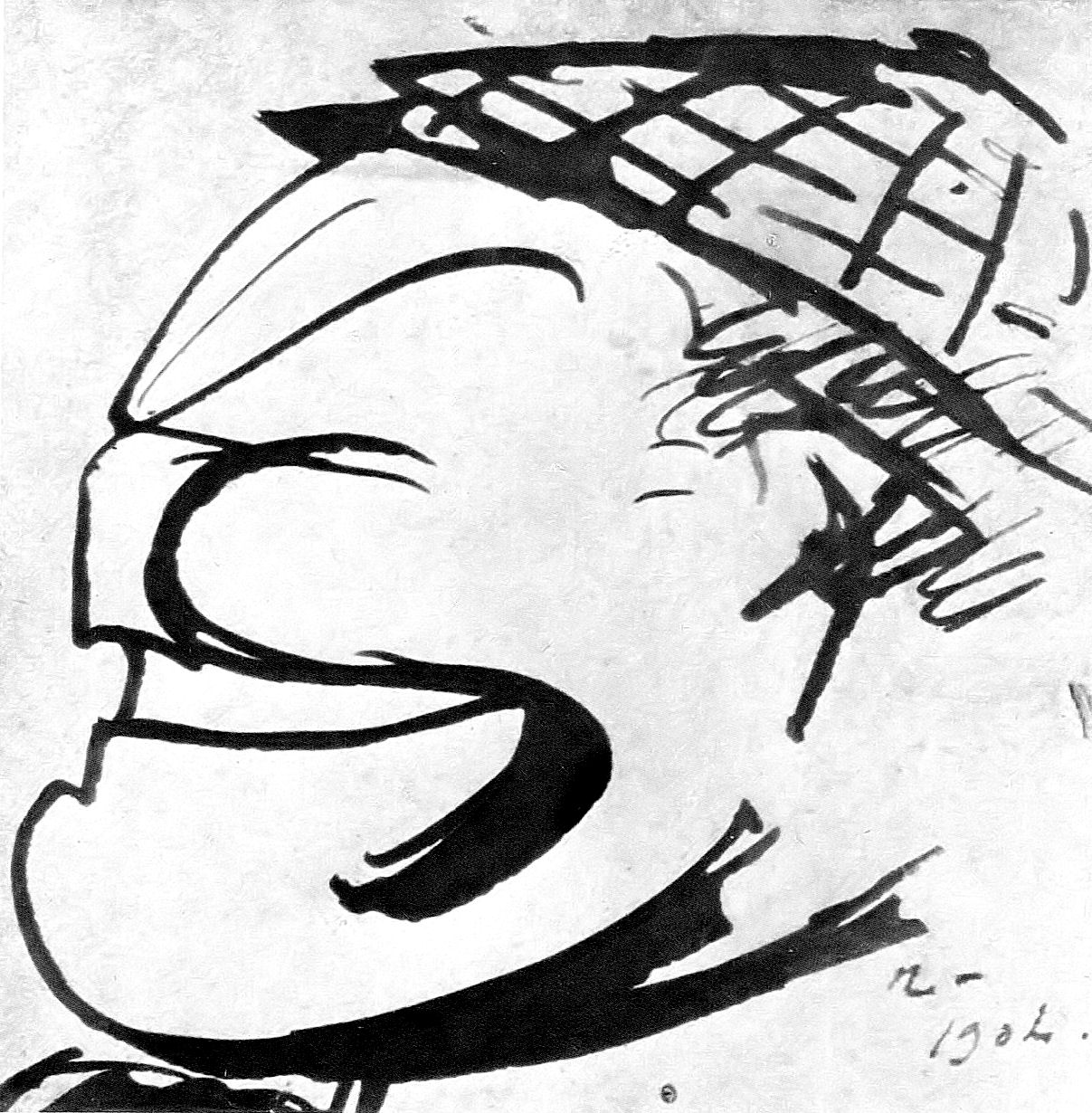
Selbstkarikatur von Isidre Nonell 1904

Isidre Nonell i Monturiol [iˈsidɾə nuˈneʎ] (* 30. November 1872 in Barcelona; † 21. Februar 1911 ebenda), auch bekannt als Isidro Nonell, war ein spanischer Maler, Zeichner und Karikaturist. Er gilt als eines der großen Talente der spanischen Malerei des frühen 20. Jahrhunderts und des Post-Modernisme mit einem Hang zu Sujets aus dem Bereich der unterprivilegierten Schichten, die nicht dem Geschmack der Kritiker und des Kunstmarktes seiner Zeit entsprachen.

## Jugend
Isidre Nonell wurde am 30. November 1872 in Barcelona geboren. Gemeinsam mit seinem Jugendfreund Joaquín Mir, mit dem er dieselbe Schule im Viertel Sant Pere in der Altstadt von Barcelona besuchte, entwickelte Nonell bereits in sehr jungen Jahren künstlerische Ambitionen. Seine Eltern Isidre Nonell Torras aus Arenys de Mar und Àngela Monturiol Francàs aus Barcelona betrieben ein kleines aber profitables Geschäft für Teigwaren im Haus der Familie in der Straße Sant Pere Més Baix Nummer 50 (heutzutage Nummer 38). Obwohl sein Vater gerne den Einstieg von Isidre in das Familiengeschäft gesehen hätte, unterstützte er ihn finanziell, damit er sich ganz der Malerei widmen konnte, die ihm bis kurz vor seinem Tod nur geringe Einkünfte einbrachte.

## Künstlerische Ausbildung

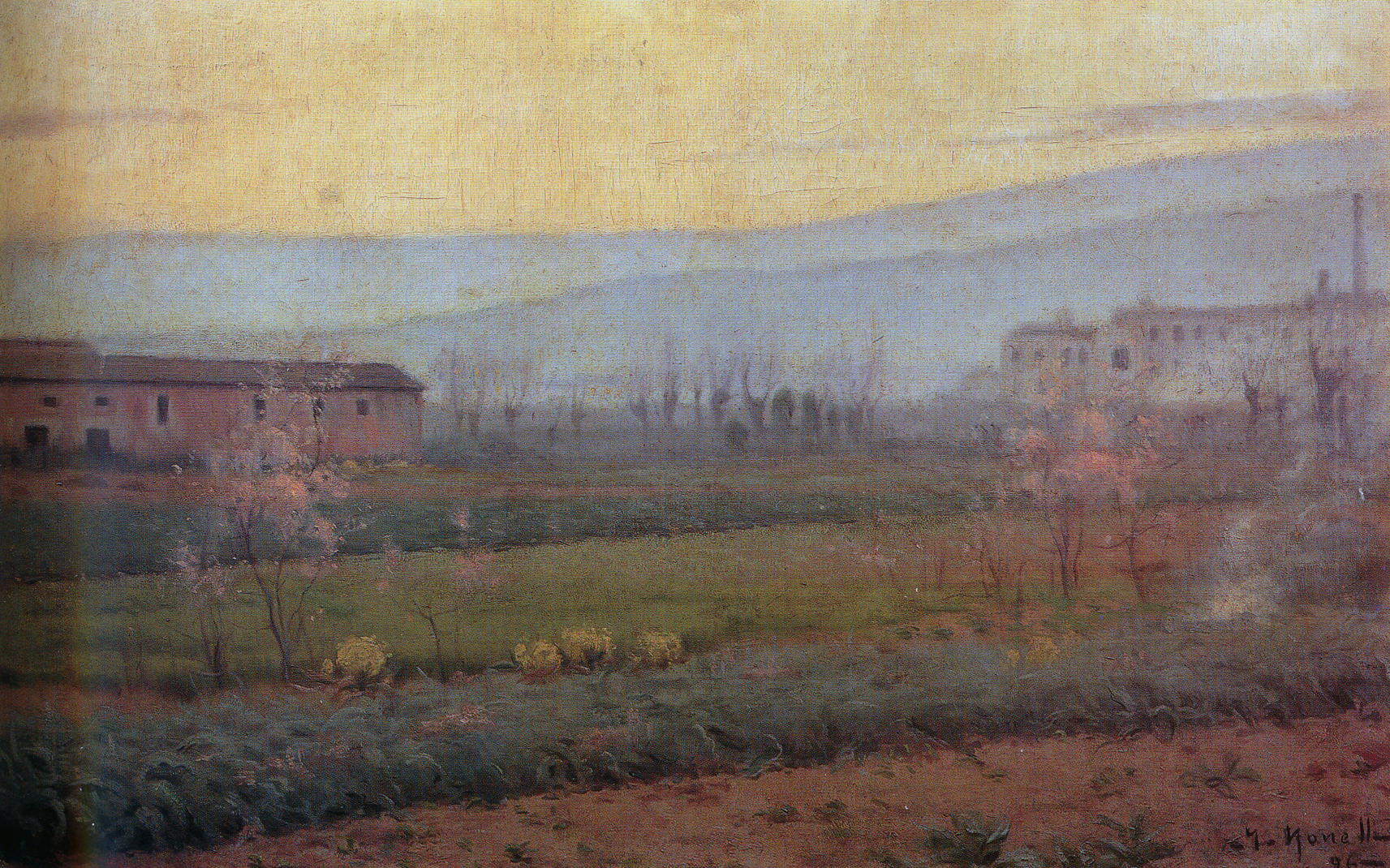
Gemälde Abenddämmerung in Sant Martí de Provençals, 1896

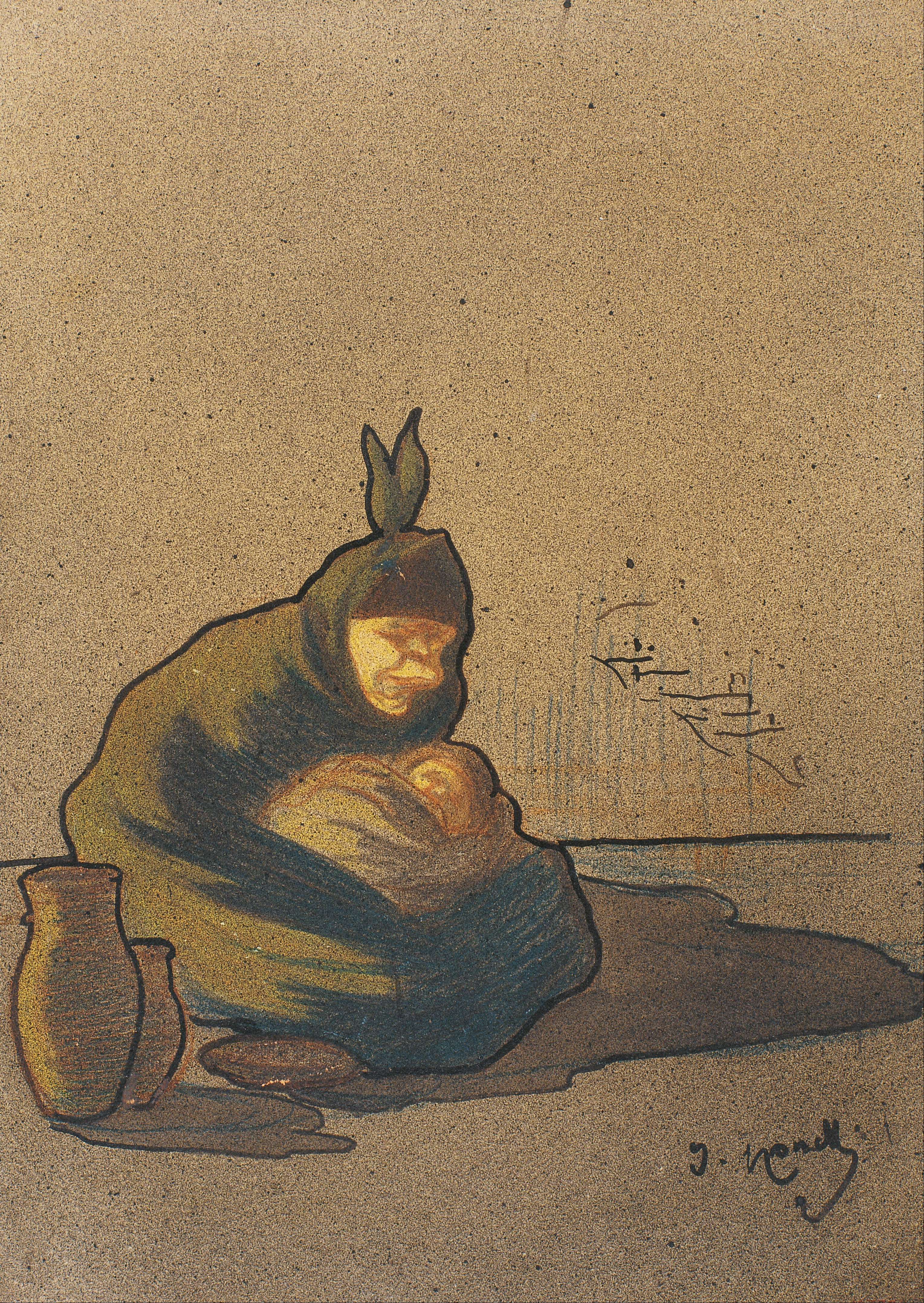
Zeichnung Kretinismus in Boí, 1896

Zwischen 1884 und 1892 nahm Nonell Unterricht bei verschiedenen Künstlern in Barcelona. Er begann seine Ausbildung 1884 als Schüler von Josep Mirabent, einem auf Blumen und Früchte spezialisierten Maler. 1886 wechselte er in die Zeichenschule von Gabriel Martínez Altés, wo er mit Xavier Nogués zusammentraf und sein Talent für Karikaturen entdeckte. 1890 kam er schließlich zu Lluís Graner; hier entwickelte sich vermutlich sein Interesse für das Thema der gesellschaftlich Ausgegrenzten, da Graner häufig mit Obdachlosen und Bettlern als Modellen arbeitete. Aus dieser Zeit stammt auch das erste dokumentierte Gemälde von Nonell El Pati bzw. El Patio (‚Der Innenhof‘), das jedoch seit dem spanischen Bürgerkrieg als verschollen gilt.
1891 stellte Nonell bei der Primera Exposición General de Bellas Artes de Barcelona (‚Erste Allgemeine Ausstellung der Schönen Künste in Barcelona‘) erstmals ein Werk in der Öffentlichkeit aus. Es handelt sich um ein Bild mit dem Titel Interior, von dem man nur weiß, dass es ein Ölgemälde mit den Maßen 69 × 55 cm war und für 260 Peseten zum Verkauf stand.
In den Jahren 1893 bis 1895 besuchte Nonell zusammen mit Mir die Kunsthochschule Escola de Belles Arts de Barcelona, wo er mit den Studiengefährten Ricard Canals, Ramon Pichot i Gironès, Juli Vallmitjana, Joaquim Sunyer und Adrián Gual eine lose Künstlergruppe bildete, die später unter dem Namen Colla del Safrà (‚Safrangruppe‘) bekannt wurde. Beeinflusst von Émile Zolas literarischem Naturalismus wendeten sie sich von der akademischen Studiomalerei ab, hin zur Freilichtmalerei und suchten ihre Motive in den Vororten Barcelonas, insbesondere in Sant Martí de Provençals, wo sich alte landwirtschaftliche Flächen mit neuen Fabriken und wachsenden Barackensiedlung vermischten. Die hier entstandenen impressionistisch anmutenden suburbanen Szenen verraten ein großes Interesse Nonells an naturalistischen Licht- und Farbwirkungen und weisen eine starke stilistische Affinität zum Werk Santiago Rusiñols aus seiner Pariser Zeit (1889–1893) auf.
Ab 1894 arbeitete Nonell regelmäßig als Illustrator und Karikaturist für die Zeitung La Vanguardia, eine Tätigkeit, die er bis 1904 ausübte. Bald folgten Aufträge für weitere künstlerische und satirische Publikationen des Barcelonas der Jahrhundertwende, wie L’Esquella de la Torratxa, La Campana de Gràcia, Pèl & Ploma, Luz oder Quatre Gats, der Zeitschrift des Künstler- und Literatencafés Els Quatre Gats, in dem Nonell u. a. mit Santiago Rusiñol, Ramón Casas, Miguel Utrillo, Joan Maragall, Manolo Hugué, Ricard Opisso sowie dem jungen Pablo Picasso zusammentraf.
Im Sommer des Jahres 1896 unternahmen Nonell, Canals und Vallmitjana eine Reise nach Caldes de Boí in den Pyrenäen, wo die Familie von Vallmitjana ein Kurhotel leitete. Hier wollte sich Nonell der Landschaftsmalerei widmen, gab das Vorhaben jedoch nach kurzer Zeit auf und begann eine umfangreiche Serie Zeichnungen von Menschen, die unter dem Kretinismus leiden, einer angeborenen Stoffwechselkrankheit, die zu jener Zeit im Vall de Boí weit verbreitet war und die zu Missbildungen und Zwergwuchs führt. Die resultierenden Arbeiten gelten als erster bedeutender Ausdruck seiner singulären künstlerischen Persönlichkeit und markieren die Abkehr von den Landschaftsmotiven hin zu einer Malerei, in deren Zentrum die menschliche Figur steht – vor allem die am Rande der Gesellschaft stehenden Individuen wie Bettler, Obdachlose, Kranke, Zigeuner oder aus dem Spanisch-Amerikanischen Krieg heimgekehrte Soldaten.
Mit den im Tal von Boí entstandenen Skizzen beschäftigte sich Nonell in der Folgezeit in Barcelona und sogar während seines Aufenthaltes in Paris beständig weiter. Ein Ergebnis dieser Arbeit ist eine Reihe Zeichnungen, die in einer eigenwilligen Technik ausgeführt sind und die als Fregit bezeichnet wird, bei der das Blatt mit einer Lasur überzogen wird, die dem Bild eine feine Textur und einen güldenen Schimmer verleiht.

## Aufenthalte in Paris

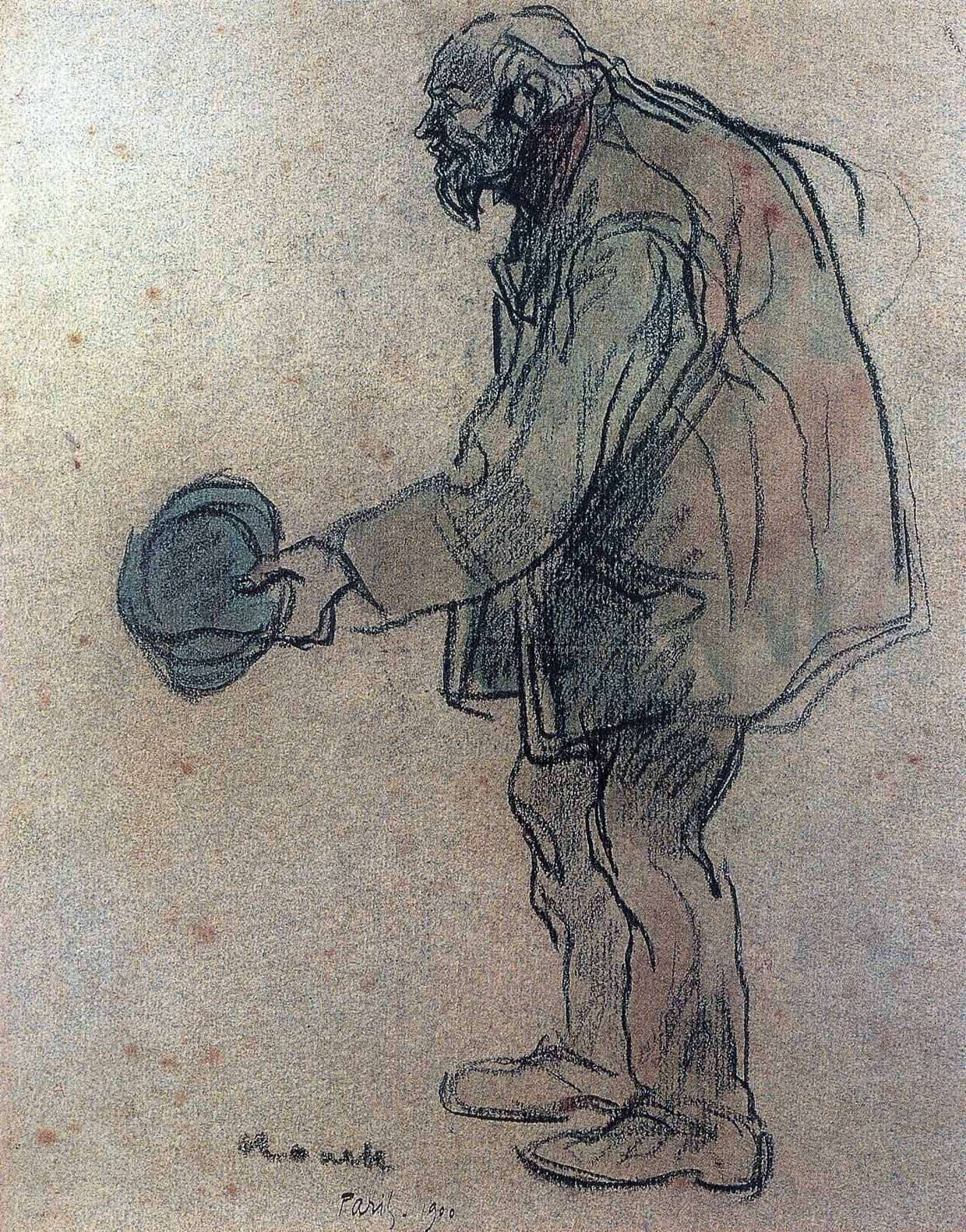
Zeichnung Bettler in Paris, 1897

1897 ging Nonell für zunächst eineinhalb Jahre nach Paris, wo er mit Canals und Sunyer – seinen Mitstudenten von der Kunsthochschule – zusammentraf und sich intensiv mit der modernen französischen Malerei beschäftigte. In seiner Korrespondenz mit dem bekannten Kunstkritiker Raimon Casellas zeigte er sich zunächst enttäuscht von Stadt und Kunst, revidierte sein Urteil jedoch nach und nach und entwickelte eine große Bewunderung für die Werke von Monet und Degas. Insbesondere beeinflussten ihn jedoch Henri Toulouse-Lautrec, zu dessen Zeichenstil und Motivwahl starke Parallelen erkennbar sind, sowie Honoré Daumier. Darüber hinaus besuchte er den Louvre und studierte dort die Werke von Tizian, Botticelli und Velázquez.
Während seiner Zeit in Paris produzierte Nonell relativ wenige neue Arbeiten, konnte jedoch in einigen Ausstellungen eine Auswahl seiner Zeichnungen (vor allem der Boí-Bilder) zeigen, so im Salon des Beaux-Arts bei der 15e Exposition des peintres Impressionnistes et Symbolistes (‚15. Ausstellung impressionistischer und symbolistischer Maler‘) oder bei einer Gemeinschaftsausstellung mit Canals im Jahre 1897, bei der er über 50 Arbeiten präsentierte, die eine beachtliche Resonanz in der Pariser Presse und Kunstszene fanden.
Nach einem kürzeren Aufenthalt in Barcelona ging Nonell 1899 ein zweites Mal für rund eineinhalb Jahre nach Paris. Hier lehnte er ein Angebot des bekannten Galeristen und Kunstsammlers Durand-Ruel ab, Espagnolades zu malen – Bilder mit stark folkloristischen Charakter und häufig andalusischen Motiven, die sich zu jener Zeit großer Beliebtheit erfreuten. Auch wenn er während seines zweiten Paris-Aufenthaltes an keiner größeren Ausstellung teilnahm, wird er in den Jahren 1902 bis 1910 regelmäßig mit neuen Werken in Paris vertreten gewesen sein, vor allem in dem von der Société des Artistes Indépendants (‚Vereinigung unabhängiger Künstler‘) organisierten Salon des Indépendants.

## Rückkehr nach Barcelona

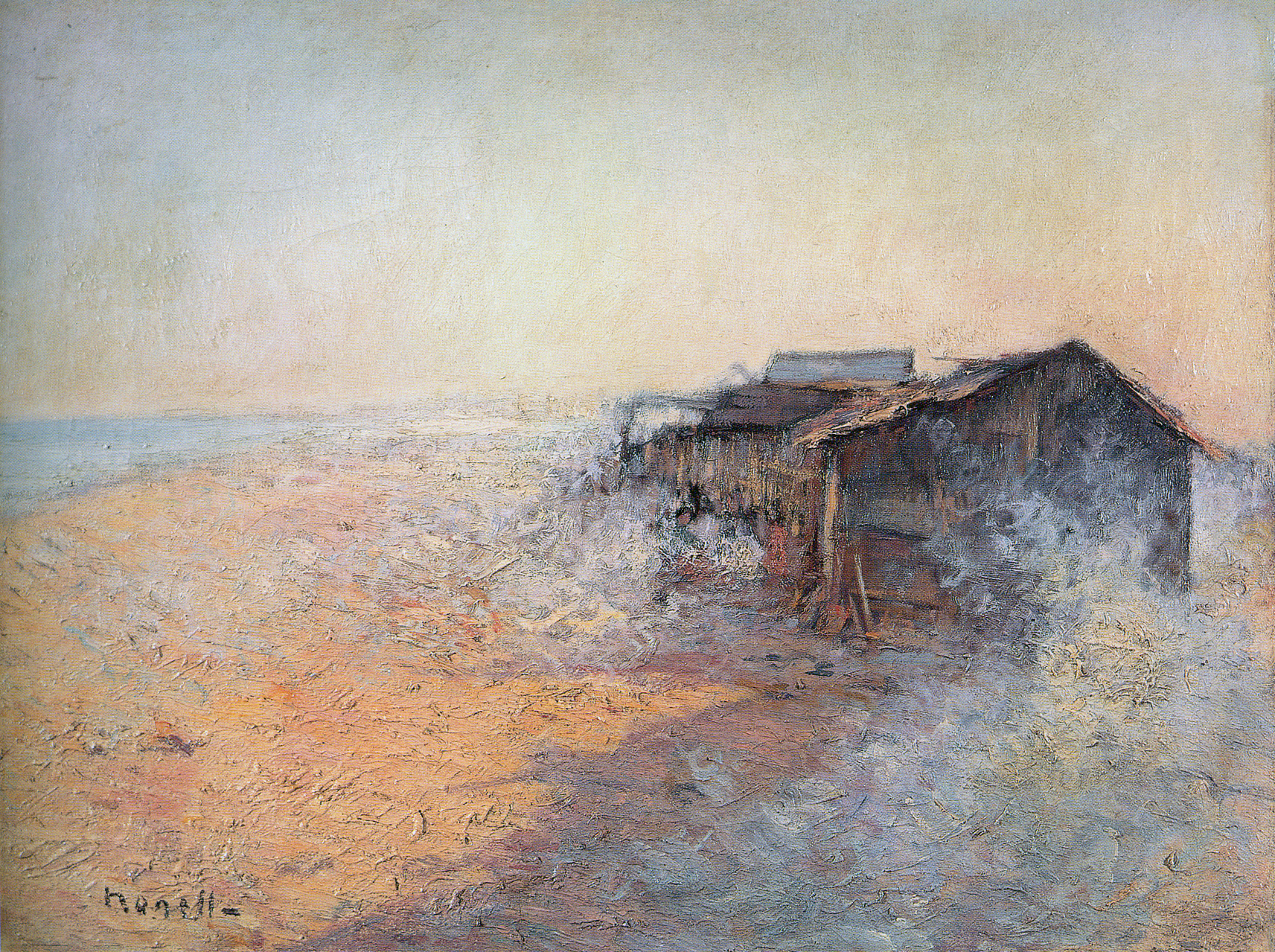
Gemälde Stand von Pekin, 50 × 65 cm, 1901

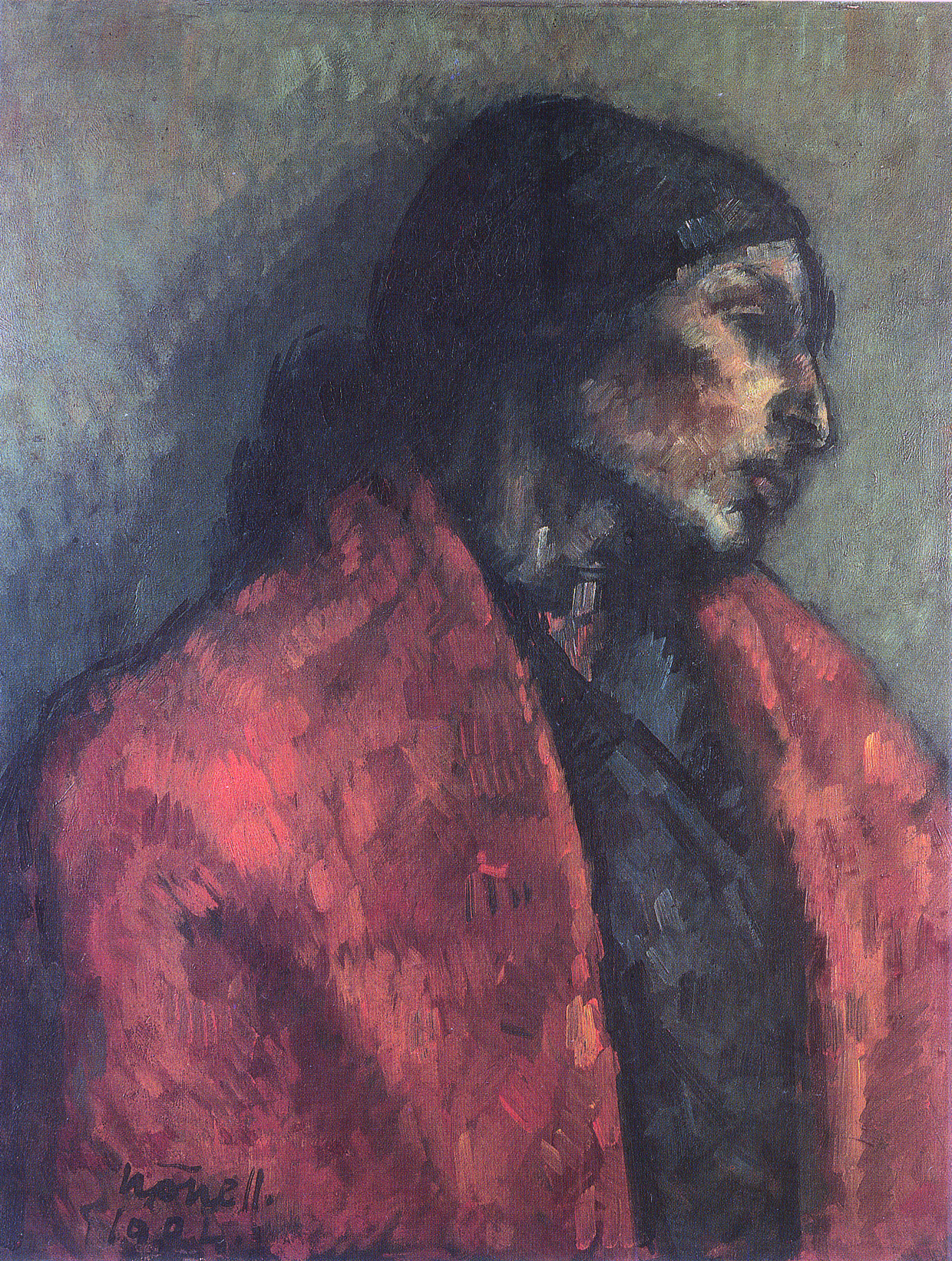
Gemälde La Paloma, 67 × 54 cm, 1904

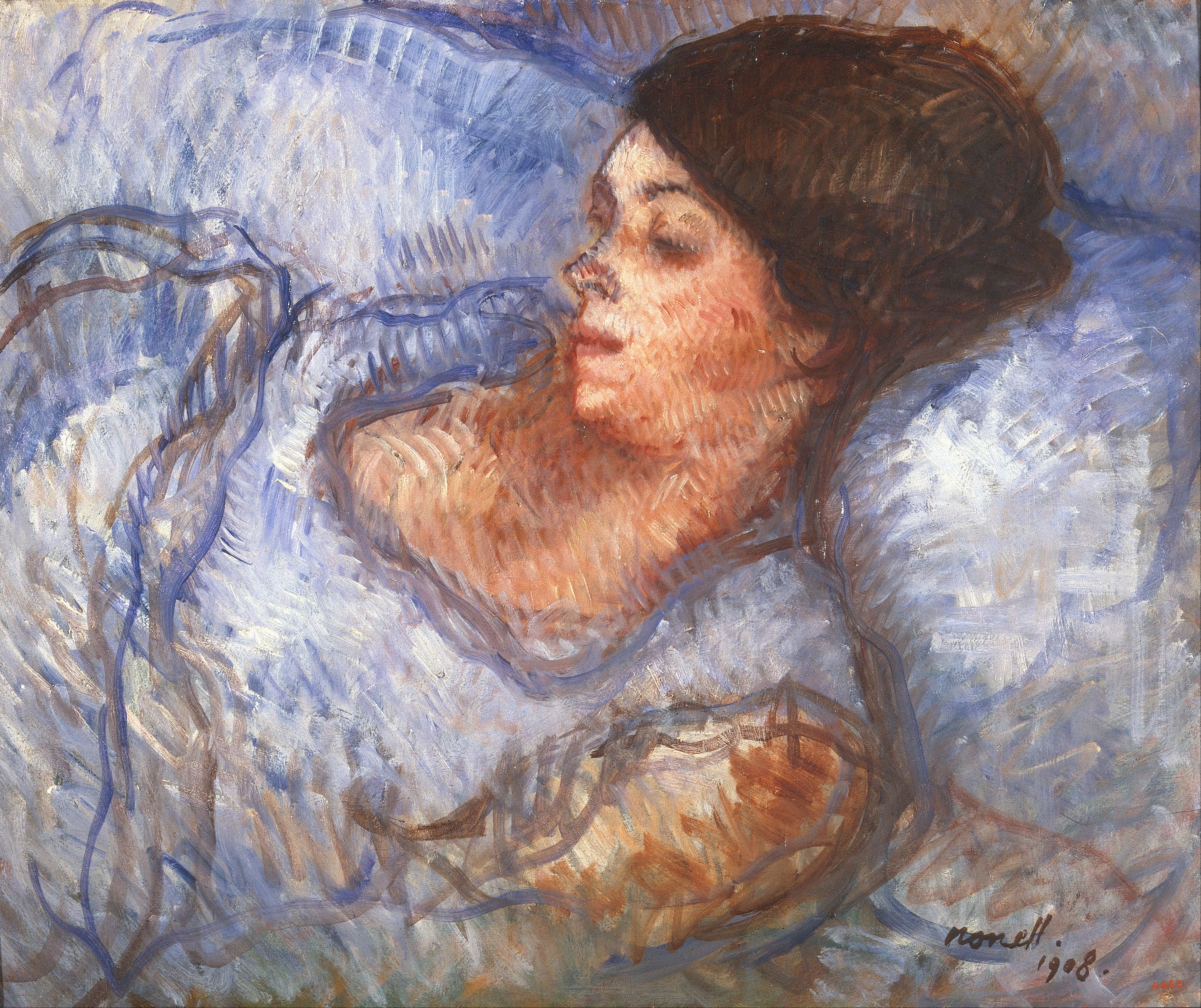
Gemälde Studie, 54 × 66 cm, 1908

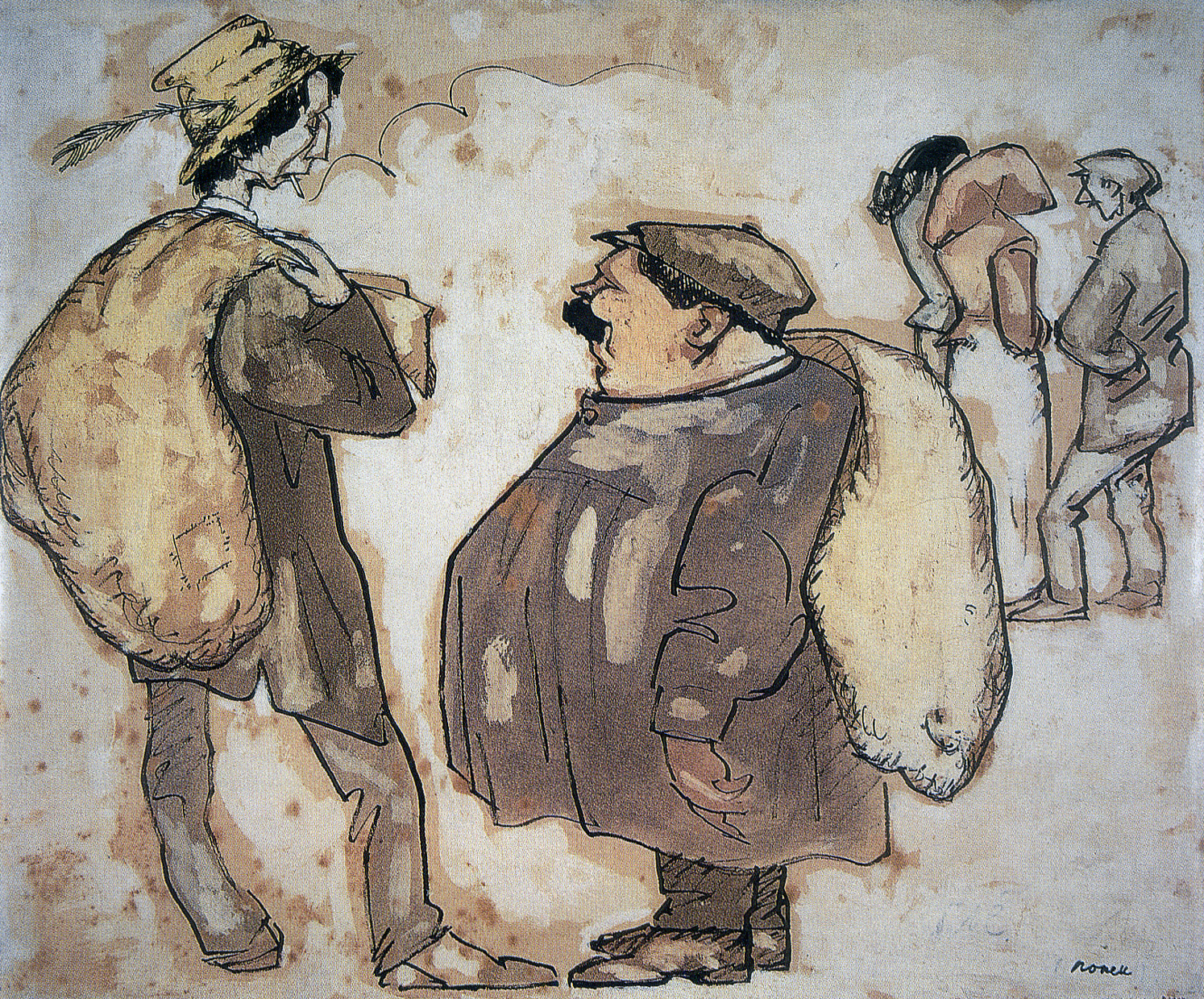
Zeichnung Importhandel, 32,6 × 39,6 cm, 1909

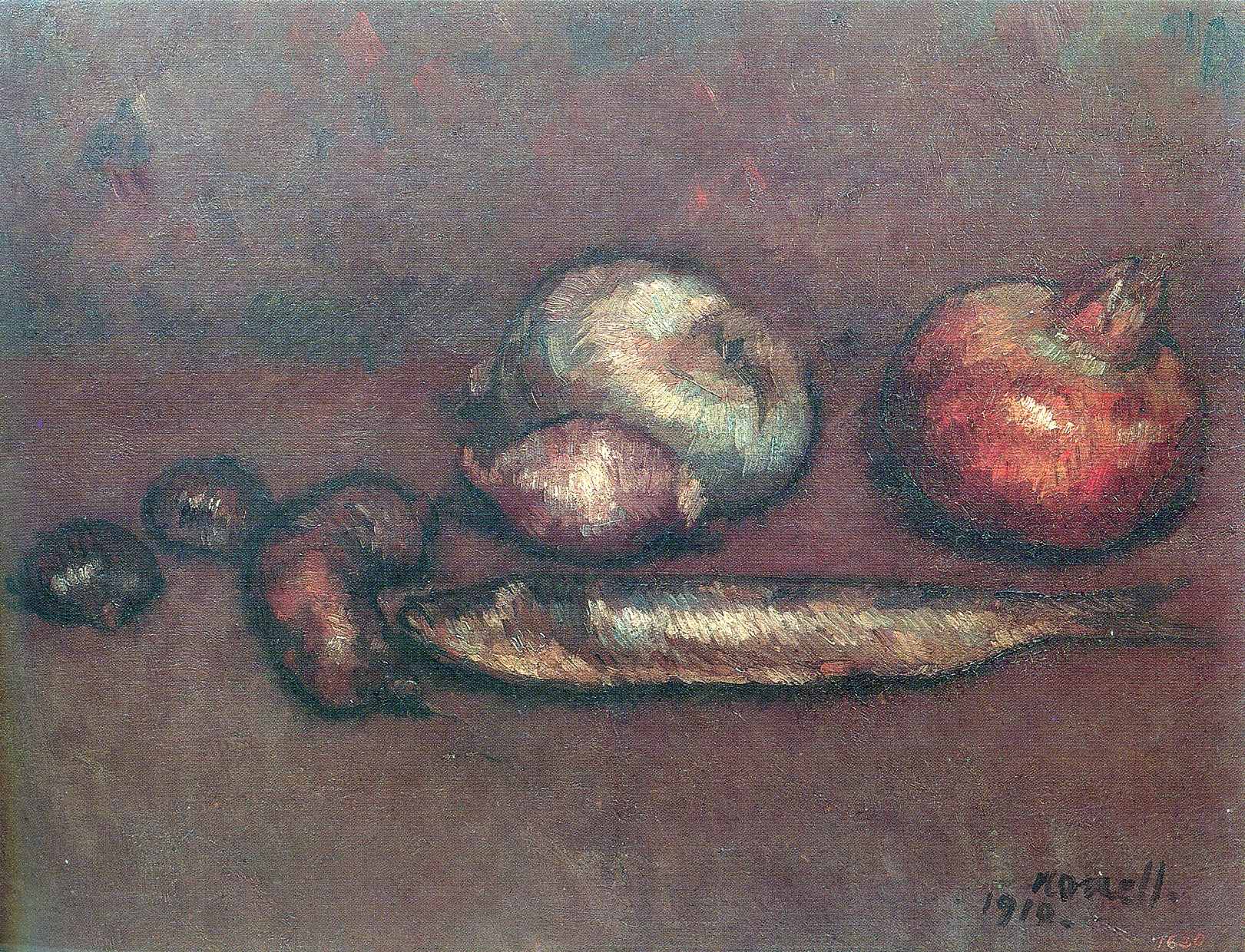
Gemälde Stillleben, 32 × 40 cm, 1910

Im Oktober 1900 kehrte Nonell nach Barcelona zurück, sein Pariser Atelier in der Rue Gabrielle überließ er Pablo Picasso.
In der Folgezeit vollzog Nonell einen grundlegenden Wandel in seinem Schaffen, indem er sich nun nicht mehr primär der Zeichnung, sondern der Malerei widmete. Nach einem letzten lichtdurchfluteten postimpressionistischen Landschaftsbild mit dem Titel Platja de Pequín bzw. Playa de Pequín (‚Strand von Pekin‘) verließ er die Landschaftsmalerei und wandte sich – in thematischer Fortführung und Weiterentwicklung seiner zeichnerischen Arbeit – ganz der menschlichen Figur zu. Die Motive für seine Porträts (häufig Halbporträts) sind dabei fast ausschließlich Zigeunerinnen. In radikaler Abkehr von der zu jeder Zeit üblichen pittoresken Darstellung porträtierte er seine Modelle in gebeugter Haltung mit abwesendem oder gar vom Betrachter abgewandten Blick, meist isoliert vor einem undefinierbaren Hintergrund abgebildet. Fern jeder Romantik zeigen die Bilder von Niedergeschlagenheit und Melancholie geprägte Menschen. Seine Farbpalette umfasst in dieser Periode hauptsächlich dunkle, erdige Töne, die Hintergründe sind oft grünlich. Beispielhaft für diese Serie ist das Gemälde La Paloma aus dem Jahre 1904.

### Das Scheitern
Als er Anfang 1902 eine Auswahl seiner Arbeiten – allesamt aus der Reihe der Zigeunerinnen-Porträts – bei einer Ausstellung in der renommierten Galerie Sala Parés zeigte, entzündete sich in Barcelona an seinen Gemälden eine regelrechte Polemik. Die Bilder stießen auf krasse Ablehnung durch das gutbürgerliche Publikum und die arrivierten Kritiker, da Themenwahl und Darstellungsform deutlich von der vorherrschenden Ästhetik abwichen, die sich aus dem Optimismus der wohlsituierten Kreise während der Zeit der spanischen Restauration speiste. Einer der wenigen Unterstützer Nonells jener Zeit war der Autor und Kunstkritiker Miquel Utrillo, der ihm eine komplette Ausgabe der Kunstzeitschrift Pèl & Ploma (‚Haar [im Sinne von Pinsel] & Feder‘) widmete.
Obgleich finanziell ein kompletter Fehlschlag, setzte Nonell in der Folgezeit die eingeschlagene Richtung fort und entwickelte seine Themen und seine Technik weiter. An einem Diskurs mit seinen Kritikern war er nicht interessiert – eine Haltung, die sich in seinem Ausspruch „Jo pinto i prou“ („Ich male und basta“) exemplarisch manifestiert. Dennoch bewirkte die entschiedene Ablehnung seiner Kunst eine nachhaltige Verbitterung Nonells, die dazu führte, dass er sich in den folgenden Jahren weitestgehend aus der Öffentlichkeit zurückzog, kaum noch sein Atelier in der Carrer de Sant Marc im Viertel Gràcia verließ und nur noch mit einem kleinen Kreis von Freunden und Kollegen in Verbindung blieb. Bis 1910 gab es keine Einzelausstellung seiner Werk mehr zu sehen; während dieser Zeit nahm er lediglich an einigen wenigen Gemeinschaftsausstellungen in Barcelona, Madrid und Paris teil.
Ab 1906 veränderte sich sein Duktus merklich und entwickelte sich von großen Pinselstrichen hin zu kleinen, schnell – fast nervös – wiederholten Strichen. Zudem hellte sich seine Palette deutlich auf, hin zu Weiß- und Blautönen. In der Folge verließ er außerdem das Thema der Zigeuner-Porträts und begann europäische Frauentypen zu malen, repräsentativ für diese Entwicklung ist das Gemälde Estudi bzw. Estudio (‚Studie‘) aus dem Jahr 1908.
Ende des Jahres 1908 begann Nonell eine intensive Zusammenarbeit mit der im selben Jahr von Feliu Elias gegründeten Satirezeitschrift Papitu. Hier veröffentlicht er bis zu seinem Tode unter seinem Namen sowie unter den Pseudonymen „Josuè“ und „Noè“ unzählige Karikaturen volkstümlicher oder grotesker Figuren. Es handelt sich um Bleistift- oder Tuschezeichnungen, die sparsam in Gouache- oder Aquarell-Technik koloriert sind. Charakteristisch für diese Illustrationen ist der markante Einsatz von Deckweiß.

### Der Erfolg
Im Januar 1910 fand in der Galerie Faianç Català die erste Einzelausstellung mit Werken Nonells seit 1903 statt, die ein großer Erfolg werden sollte. Erstmals verkaufte Nonell zahlreiche Bilder – auch an namhafte Sammler – und erhielt umfassende Anerkennung aus Presse und Kunstkritik. Gezeigt wurde eine anthologische Werkschau mit fast 130 Werken Nonells aus dem Zeitraum 1901 bis 1910. Mit der Auswahl der Bilder, die Nonell selbst getroffen hatte, setzte er als Zeitpunkt für den eigentlichen Beginn seines künstlerischen Schaffen seine Rückkehr aus Paris im Jahr 1901 an, zeigte also ausschließlich Porträtbilder und ließ seine Landschaftsbilder der vorangegangenen Periode vollkommen außer Acht.
Statt an diesem Erfolg anzuknüpfen, gab Nonell in der Folge das Porträt auf und verschrieb sich ganz einem neuen Thema: dem Stillleben. Auch hier zeigt sich eine für sein ganzes Werk charakteristisch-eigenwillige Sicht der Dinge: So bildete er nicht etwa dekorative Blumen oder Früchte ab, sondern ganz alltägliche Objekte wie Zwiebeln, Heringe oder Kastanien. Diese letzten Bilder, die Einflüsse von Cezánne erkennen lassen, zeichnen sich durch einen verfeinerten, perfektionierten Malstil aus, der alles Überflüssige beiseitelässt und mit minimalistischen Mitteln eine plastische Wirkung erzielt.
Isidre Nonell starb am 21. Februar 1911, im Alter von erst 38 Jahren an den Folgen einer Typhus-Infektion.

## Erwähnenswertes
- 1902 veröffentlichte Eugenio d’Ors in der Zeitschrift Pèl & Ploma eine düster-schaurige Kurzgeschichte mit dem Titel La fi de l’Isidre Nonell (‚Der Tod von Isidre Nonell‘), in der die Geknechteten und Niederträchtigen durch Nonells Bilder – gleichsam dem Blick in einen vorgehaltenen Spiegel – mit einem Mal ihre Hässlichkeit und Boshaftigkeit erkennen und als wütender Mob durch die Stadt toben. Erst als sie schließlich auf den Urheber ihrer schmerzhaften Selbsterkenntnis – Nonell selbst – treffen und diesen lynchen, können sie sich wieder dem Glauben edel und schön zu sein hingeben und ihr altes Leben in Ignoranz fortsetzen.
- In seiner bekannten Reihe Homenots widmete Josep Pla Nonell ein biografisches Porträt.
- Das Museu Nacional d’Art de Catalunya ist im Besitz von einigen Gemälden Nonells sowie das Gabinete de Dibuixos i Gravats (‚Kabinett für Zeichnungen und Kupferstiche‘) von 150 seiner Zeichnungen.

## Werke (Auswahl)
- El pati / El patio (1890), Ölgemälde – verschollen
- Interior (1891), Ölgemälde, 69 × 55 cm – verschollen
- Arenys de Mar (1891), Ölgemälde, 27 × 47 cm – Sammlung Solanic-Martonell, Barcelona
- Cap al tard. Sant Martí de Provençals / Al atardecer. Sant Martí de Provençals (1896), Ölgemälde, 96 × 145,5 cm – Privatsammlung, Barcelona
- Cretina de Boí (1896), Tusche- und Buntstiftzeichnung mit Aquarellkolorierung und Lasur, 30 × 31,5 cm – Museu Nacional d’Art de Catalunya, Barcelona
- Cantante de cabaret (1897), Kohle- und Buntstiftzeichnung mit Aquarellkolorierung, 31 × 20 cm – Colección Santander Central Hispano, Madrid
- Sacristán repartiendo limosnas (1898), Tuschezeichnung mit Aquarellkolorierung und Lasur, 30,5 × 40,5 cm – Privatsammlung, Barcelona
- Pobres esperando la sopa (1899), Ölgemälde, 51 × 65,5 cm – Museu de Montserrat
- Platja de Pequín / Playa de Pequín (1901), Ölgemälde, 50 × 65 cm – Museu de Montserrat
- Gitanilla (1901), Ölgemälde, 65,6 × 50 cm – Privatsammlung, Barcelona
- Estudi de gitano / Estudio de gitano (1901), Ölgemälde, 73 × 61 cm – Privatsammlung, Madrid
- Dolores (1903), Ölgemälde, 162 × 131 cm – Museu Nacional d’Art de Catalunya, Barcelona
- Repos / Reposo (1903), Ölgemälde, 120 × 120 cm – Museu Nacional d’Art de Catalunya, Barcelona
- La Paloma (1904), Ölgemälde, 67 × 54 cm – Museu Nacional d’Art de Catalunya, Barcelona
- Meditando (1906), Ölgemälde, 159 × 126 cm – Museu Nacional d’Art de Catalunya, Barcelona
- Pepita (1907), Ölgemälde, 57 × 47 cm
- Estudio (1908), Ölgemälde, 54 × 66 cm – Museu Nacional d’Art de Catalunya, Barcelona
- Assumpció (1910), Ölgemälde, 74 × 51 cm – Museu de Montserrat
- Natura morta / Bodegón (1910), Ölgemälde, 32 × 40 cm – Biblioteca Museu Victor Balaguer, Vilanova i la Geltrú